# アンナル
アンナル（古ノルド語: Annarr）は、北欧神話に登場する、夜の女神ノートの2番目の夫となり、ヨルズの父となる男である。
『スノッリのエッダ』第一部『ギュルヴィたぶらかし』第10章によると、ノートは3度結婚したが、アンナルが2番目の夫であった。
アンナルの名前は、形容詞「annarr」（他の、異なった、第2の）から派生した語であり、「他者」を意味する。
またその名が象徴するものは、研究者によって、「労働」、「夢」、「真夜中の眠り」など、さまざまに解釈されている。
彼は、『ギュルヴィたぶらかし』第14章でドヴェルグが列挙される中に、「Ónarr」（オーナル）という表記としても登場する。
しかしこの箇所の引用元であるはずの『古エッダ』の『巫女の予言』の王の写本に書かれた版には「Ánarr」（アーナル）と表記されている。
研究者によっては「Ónarr」「Ánarr」のいずれも「（憧れに満ちて）前方を見つめる者」という意味だと解釈できるとする。
ここからさらに、アンナルとノートの娘ヨルズの名の意味が「大地」であって、「死者を埋葬する大地」「生命を育む大地」という「死」と「生」の2つの意味を同時に内包できると解釈し、ノートが死者に死の現実を注視させつつ再生への憧憬を喚起するのだと理解する研究者もいる。
尾崎和彦は「Annarr」を「annarr heimr」つまり「alius mundus」（「他-界」。つまり死後の世界としての下界）に由来すると考えている。
真夜中の闇の底の冥界において、大地が眠りの中で覚醒と新生を夢見ているという解釈である。